# Der tote Taucher im Wald
Der tote Taucher im Wald ist ein deutscher Spielfilm aus dem Jahr 2000.

## Handlung
Kurz vor seiner Pensionierung wird Hauptkommissar Konrad Hartwich mit der Aufklärung eines skurrilen Verbrechens beauftragt, denn ein Jogger hat im Wald die verkohlte Leiche eines Tauchers gefunden. Ihm zur Seite steht sein junger Amtsnachfolger Tobias Kutschke. Einen Tag nach dem Leichenfund stolpert der erwähnte Jogger erneut über eine Leiche, diesmal eine zerstückelte Frauenleiche in einer roten Sporttasche. Bei den Ermittlungen haben es das ungleiche Paar Hartwich/Kutschke mit einer ganzen Reihe seltsamer Typen zu tun, die sich allesamt verdächtig gemacht haben.

## Kritiken
„Lakonischer Versuch eines schwarz-humorigen Krimis, bei dem weder auf soziale Genauigkeit noch auf psychologische Details Wert gelegt wird, sondern vor allem technische Finessen triumphieren. Statt Spannung und atmosphärischer Dichte erzeugt der überlange, zudem brutale Videoclip dabei aber nur anstrengende Langeweile.“

„Was nach einer köstlichen Krimikomödie klingt, entpuppt sich als ziemlich müde Nummer auf durchschnittlichem TV-Niveau. Aber immerhin gibt es in Markus O. Rosenmüllers Kino-Debüt zumindest ab und zu einige Gags. Wären nicht die guten Darsteller (besonders Dieter Pfaff als Kommissar), so könnte auch dieser Film getrost in der Versenkung verschwinden.“

## Auszeichnungen
Kameramann Ekkehart Pollack erhielt im Jahr 2000 für seine Arbeit den Deutschen Kamerapreis. Zudem war die Produktion in der Kategorie Bester Schnitt nominiert.